# Krippendorf

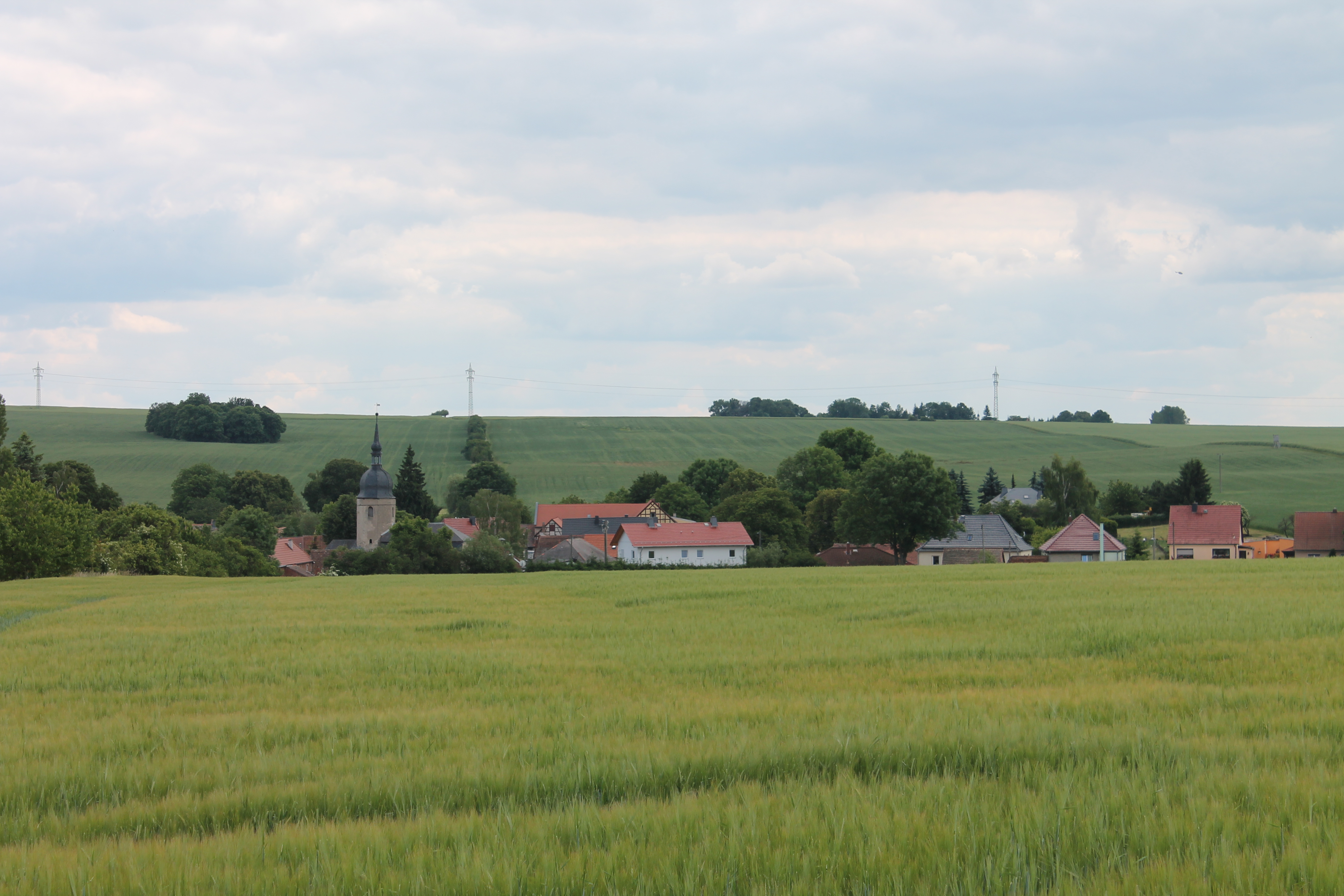
Blick auf Krippendorf

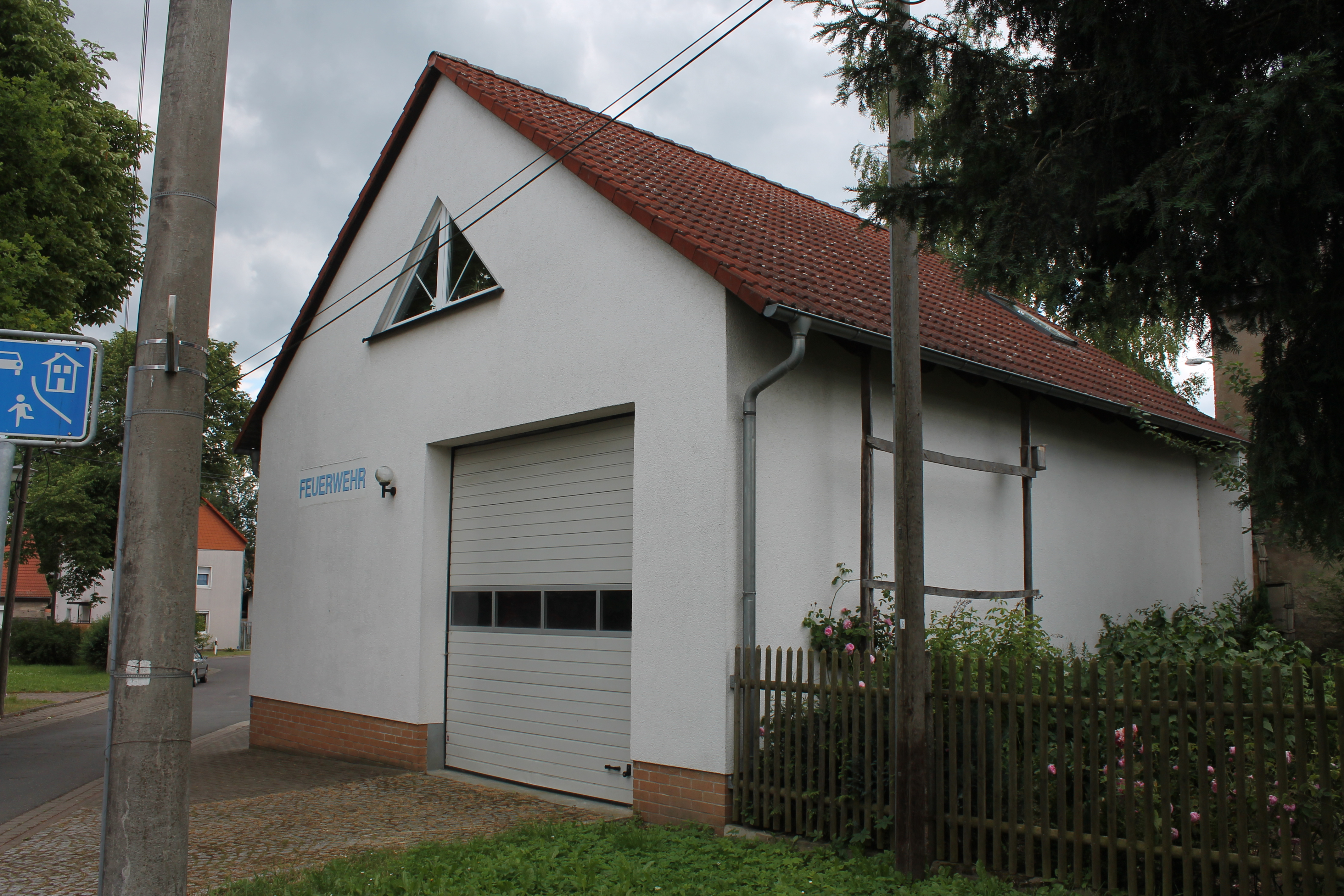
Feuerwehrhaus Krippendorf

Krippendorf ist ein Stadtteil der kreisfreien Stadt Jena in Thüringen.

## Geografie

### Geografische Lage
Krippendorf liegt auf der Ilm-Saale-Platte im nördlichen Stadtgebiet von Jena. Der Ort liegt am Oberlauf des Gönnabachs. Die Landstraße 2301 verläuft durch den Ort und bindet ihn damit an die 2 km entfernte L 1060 an, die zwischen Jena und Apolda verläuft. Das Stadtzentrum liegt ca. 8,5 km entfernt. Nach Weimar sind es 17 km und zur Kreisstadt Apolda 8,5 km. Die nächstgelegene Bundesstraße ist die B 7 3,5 km südwestlich und die nächste Autobahn die A 4 im Süden.
Benachbarte Jenaer Ortsteile sind Closewitz im Südosten, Lützeroda im Süden, Isserstedt im Südwesten sowie Vierzehnheiligen im Westen. Zudem schließt sich im Norden die Stadt Bad Sulza im Landkreis Weimarer Land mit dem Ortsteil Hermstedt und im Osten die Gemeinde Lehesten im Saale-Holzland-Kreis mit dem Ortsteil Altengönna an.

### Landschaft
Die Krippendorfer Flur, welche geologisch größtenteils dem oberen Muschelkalk angehört, besteht im Norden und im Südwesten aus den fruchtbaren Hochflächen der Saale-Ilm-Platte mit wenigen flachen Einsenkungen wie das beginnende Gönnatal. Östlich, Richtung Altengönna und in der Nähe des Gönnabaches liegen Wiesen. Der südöstliche Teil der Gemarkung ist bewaldet. Im Südosten, an der Straße nach Closewitz liegt der Dornberg, welcher mit 383 m ü. NN die höchste Erhebung des Gebietes ist. Nordöstlich davon liegt im Wald ein kleines geschütztes Feuchtgebiet, der Serbetümpel.

## Geschichte

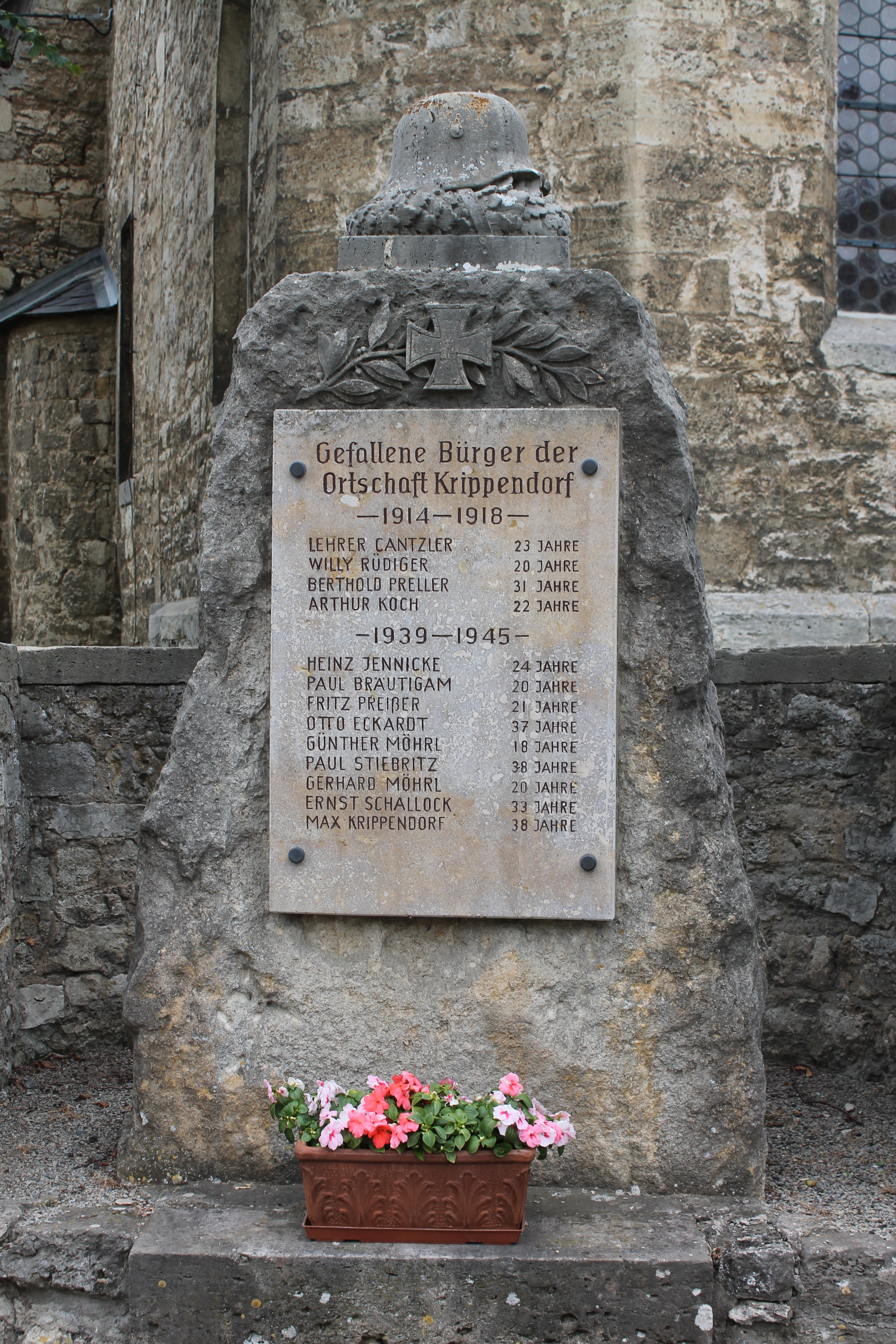
Gedenkstein für die Gefallenen der Weltkriege

Eine erste Siedlung ist wahrscheinlich in der Zeit des Frankenreiches entstanden. Darauf weist die Namensendung „dorf“ hin. Der Ortsname bedeutet so viel wie Einzelhof eines „Crepen“. Krippendorf wurde erstmals 1181 in einer Urkunde erwähnt, in der Kaiser Friedrich I. eine Schenkung bestätigt. Unter den Gütern wird Krippendorf genannt.
Die älteste Überlieferung von Hofbesitzern stammt aus der Zeit von 1421–1425. Der Ort gehörte zu dem im 14. Jahrhundert gegründeten ernestinischen Amt Dornburg, welches aufgrund mehrerer Teilungen zu verschiedenen Ernestinischen Herzogtümern gehörte.
Während des Vierten Koalitionskrieges fand in den Mittagsstunden des 13. Oktobers 1806 unmittelbar am Dorf die Entscheidungsschlacht zwischen den Truppen Napoleons und der preußischen Teilarmee unter Führung des Fürsten von Hohenlohe-Ingelfingen statt, die in die Geschichte als Schlacht bei Jena und Auerstedt einging. Alle umliegenden Orte wurden beschädigt und geplündert. Zur Erinnerung an dieses Ereignis wurden an den ehemaligen Schauplätzen zahlreiche Gedenksteine aufgestellt. Ab 1815 war der Ort Teil des Großherzogtums Sachsen-Weimar-Eisenach, welches ihn 1850 dem Verwaltungsbezirk Weimar II (Verwaltungsbezirk Apolda) angliederte.
Im Jahr 1880 wütete ein Großfeuer in Krippendorf. Dabei wurden zahlreiche Höfe, die Kirche und die Schule beschädigt oder zerstört. Daraufhin wurde 1881 die Freiwillige Feuerwehr Krippendorf gegründet. 1912 wurde der Ort elektrifiziert und ein zentrales Wasserversorgungsnetz fertiggestellt. Im Zweiten Weltkrieg ließen neun Menschen aus Krippendorf ihr Leben, viele Umsiedler mussten im Ort untergebracht werden. Die erste LPG wurde 1958 gegründet.
Krippendorf bildete seit 1969 zusammen mit Vierzehnheiligen eine eigene Gemeinde, die dem Landkreis Jena angehörten, bis beide Orte durch die Thüringer Kreisreform 1994 nach Jena eingemeindet wurden. Gegen diese Eingemeindung klagte Krippendorf vor dem Thüringer Verfassungsgerichtshof und bekam mit dem Urteil vom 18. Dezember 1996 Recht. Dennoch sollte Krippendorf Ortsteil der Stadt Jena bleiben, bis der Thüringer Landtag als Gesetzgeber erneut entscheidet. 1997 wurde per Gesetz entschieden, dass Krippendorf der Stadt Jena zugeordnet wird.

### Entwicklung der Einwohnerzahl
| Jahr | Einwohner | Häuser |
| ---- | --------- | ------ |
| 1755 | 112       | 42     |
| 1900 | 164       | 36     |

| Jahr | Einwohner |
| ---- | --------- |
| 1995 | 132       |
| 1996 | 139       |
| 1997 | 137       |
| 1998 | 134       |
| 1999 | 135       |
| 2000 | 132       |

| Jahr | Einwohner |
| ---- | --------- |
| 2001 | 131       |
| 2002 | 133       |
| 2003 | 128       |
| 2004 | 127       |
| 2005 | 127       |
| 2006 | 125       |

## Kultur und Sehenswertes

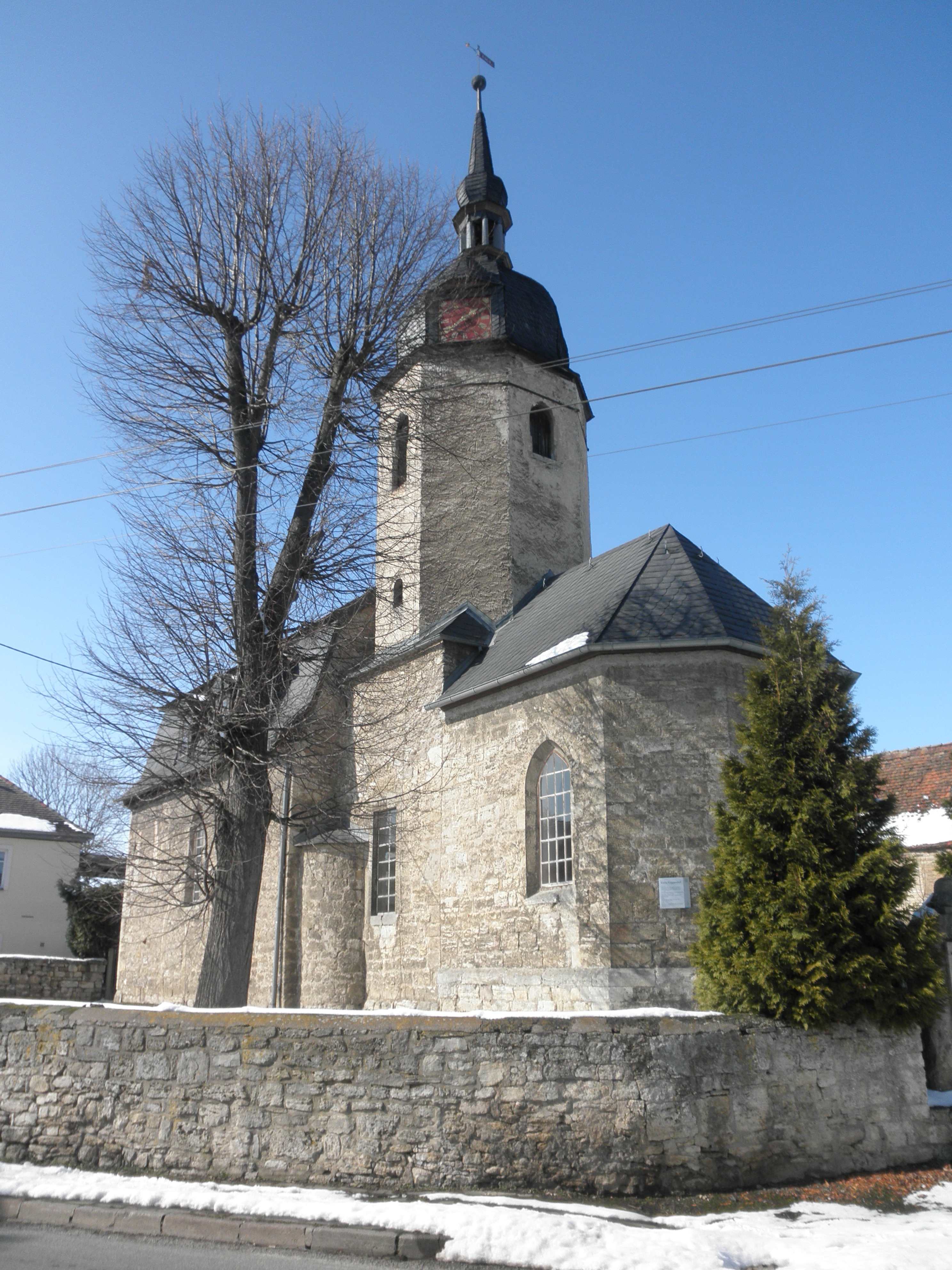
Kirche

### Kirche
Die Krippendorfer Kirche, die in ihren Ursprüngen ein romanischer Bau ist, besteht aus dem Langhaus, an das sich ein rechteckiger Chorturm und ein Chor anschließen. Der obere Teil des Turmes ist achteckig ausgeführt und trägt eine Schweifkuppel mit Laterne. In der gotischen Zeit wurde der Chor umgestaltet, eine Nebenapsis vom romanischen Chor blieb am östlichen Ende des Schiffes erhalten. Das Maßwerk der Chorfenster ist in Kleeblattbögen und einem Vierpass gearbeitet. Die heutige innere und äußere Gestalt der Kirche ist das Ergebnis von Umbauarbeiten im 18. und 19. Jahrhundert. Im Inneren befinden sich Emporen, eine Orgel aus dem Jahr 1880 sowie ein Taufstein aus Alabaster mit der Jahreszahl 1630. An den Resten eines der Kreuzgratgewölbe im Chorturm sind noch Teile einer Rankenmalerei zu erkennen, die um 1500 ausgeführt wurde. 1989 bis 1995 erfolgte eine Sanierung. Farbgestaltung und Ausmalung wurden teils mittelalterlich und im Barockstil restauriert, teils als Analogiefassung.

### Bockwindmühle

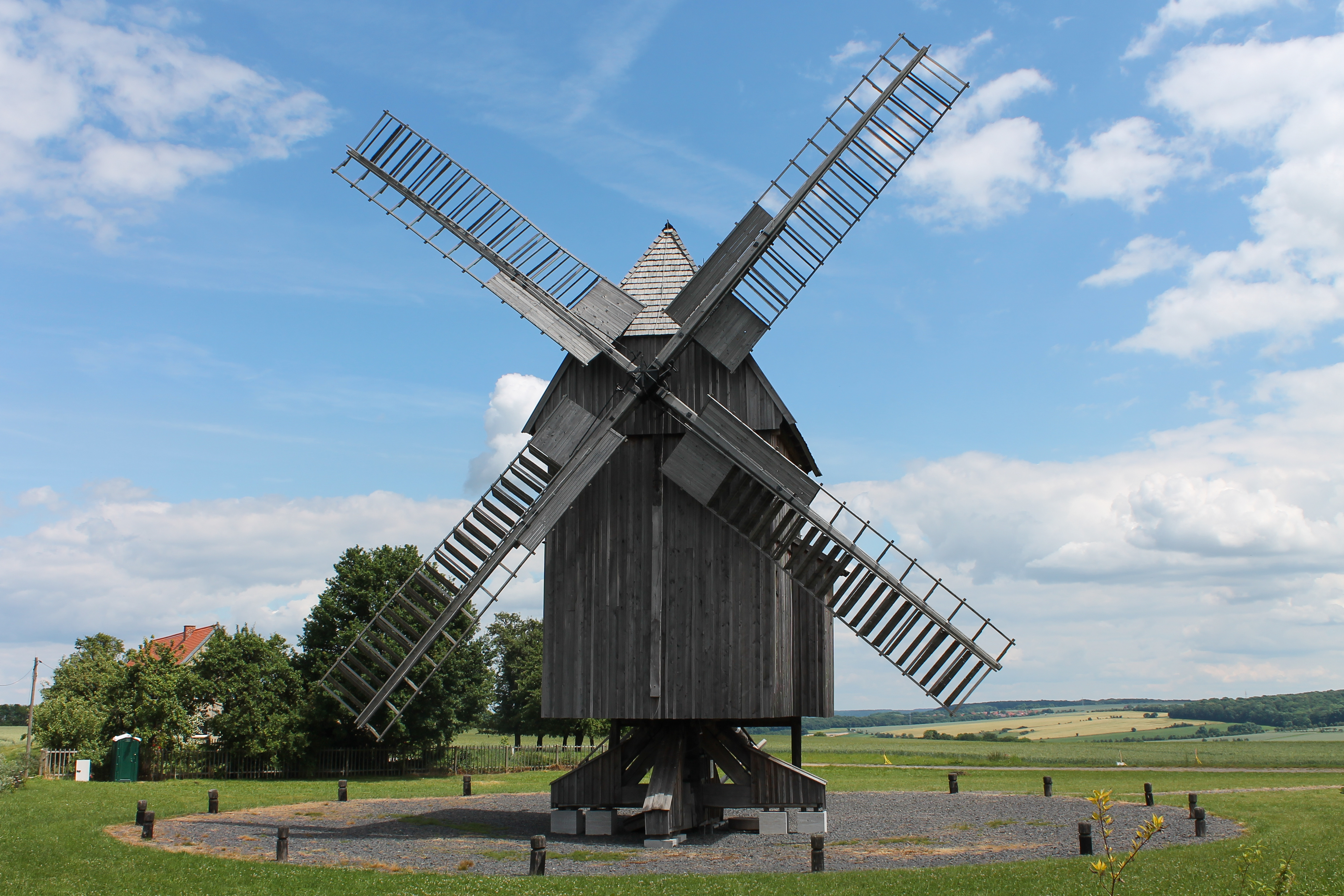
Die wiederaufgebaute Bockwindmühle

Nördlich von Krippendorf, am Weg nach Hermstedt, steht eine historische Bockwindmühle, die im Frühjahr 2007 vom Orkan „Kyrill“ zerstört und von 2009 bis 2010 neu aufgebaut wurde.
Die Mühle wurde in den Jahren von 1738 bis 1742 von vier Gemeinden erbaut. 1860 wird das Gebäude durch einen Brand stark beschädigt, sodass es mit Ersatzteilen von der Großbockedraer Windmühle neu errichtet werden muss. 1928 wird die Mühle in die Denkmalliste aufgenommen. Der Betrieb wurde 1976 eingestellt. Seit 1977 wurde die Bockwindmühle aufwendig restauriert, bis sie durch den Sturm einstürzte.

### Europaweg

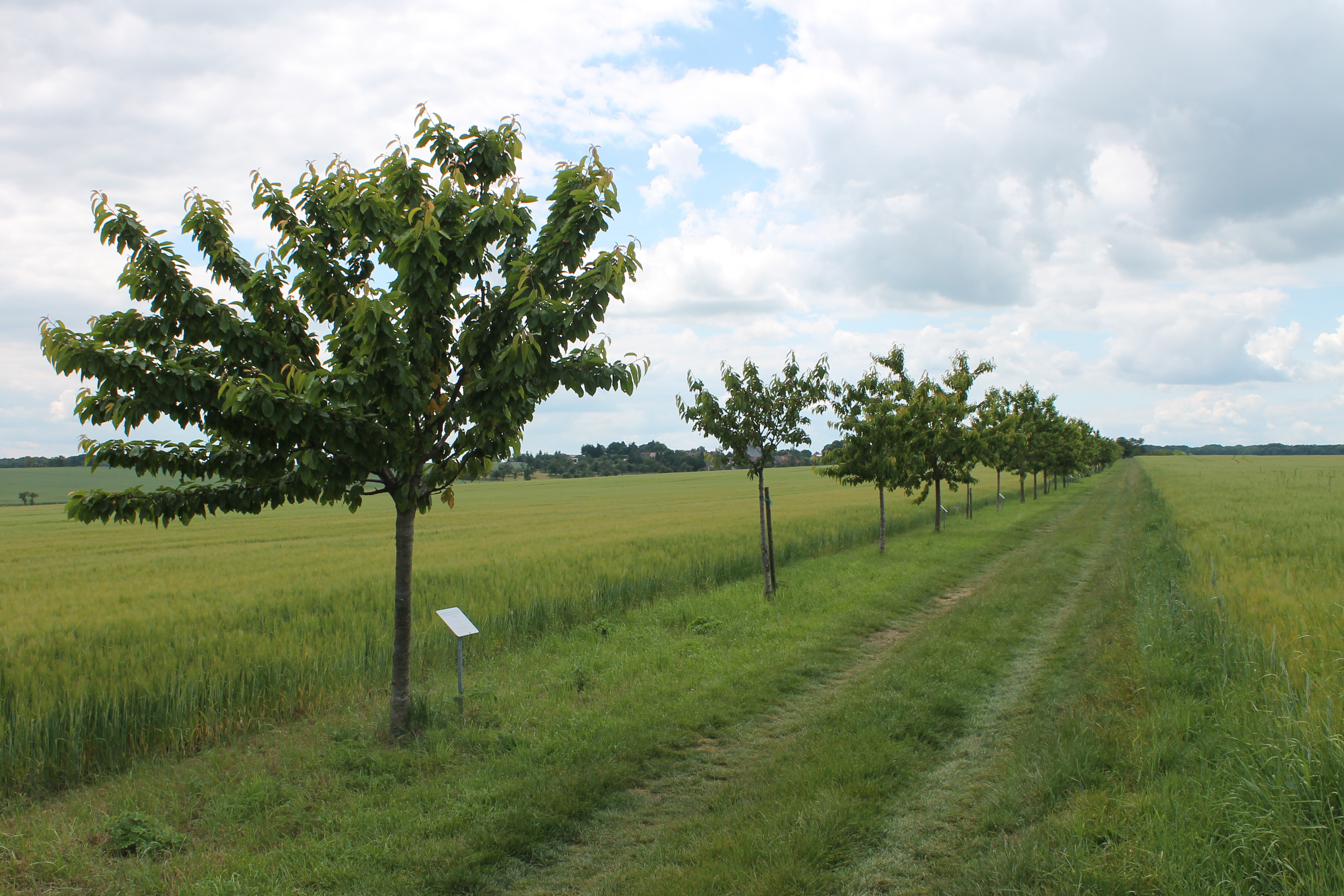
Europaweg

Nördlich von Krippendorf, zwischen Vierzehnheiligen und dem Weg zur Bockwindmühle, liegt der Europaweg. An diesem Feldweg wurden zwischen 2003 und 2006 Kirschbäume gepflanzt, die Personen oder Einrichtungen spendeten. Daneben wurden Tafeln mit Zitaten gesetzt. Das Anliegen des Europaweges ist es, ein Zeichen für ein friedliches Europa zu setzen.